# Karina Maruyama
Karina Maruyama (丸山 桂里奈, 26 de març de 1983) és una exfutbolista japonesa.

## Selecció del Japó
Va debutar amb la selecció del Japó el 2002. Va disputar 79 partits amb la selecció del Japó. Ha disputat Copa del Món de 2003, 2011, Jocs Olímpics d'estiu de 2004, 2008 i 2012.

## Estadístiques
| Selecció del Japó | Selecció del Japó | Selecció del Japó |
| Anys              | Partits           | Gols              |
| ----------------- | ----------------- | ----------------- |
| 2002              | 5                 | 0                 |
| 2003              | 12                | 6                 |
| 2004              | 11                | 3                 |
| 2005              | 3                 | 0                 |
| 2006              | 9                 | 1                 |
| 2007              | 1                 | 0                 |
| 2008              | 17                | 3                 |
| 2009              | 2                 | 0                 |
| 2010              | 0                 | 0                 |
| 2011              | 8                 | 1                 |
| 2012              | 5                 | 0                 |
| 2013              | 4                 | 0                 |
| 2014              | 2                 | 0                 |
| Total             | 79                | 14                |